# Upernavik-Museum
Das Upernavik-Museum (dänisch Upernavik Museum, grönländisch Upernaviup Katersugaasivia) ist das Heimatmuseum (Lokalmuseum) von Upernavik.

## Geschichte
Erstmals kam 1936 die Idee auf in Upernavik ein Museum zu eröffnen, aber diese wurde vorerst nicht weiter verfolgt. Mit der Dekolonialisierung Grönlands 1953 wurde die Kirche von Upernavik, in der zuvor die Syssel-Ratssitzungen stattgefunden hatten, außer Gebrauch genommen. Andreas „Suko“ Lund-Drosvad, der Handelsverwalter von Kangersuatsiaq, schlug deswegen vor, das Gebäude in ein Museum umzufunktionieren. Er hatte bereits eine größere archäologische und ethnografische Sammlung, die er dafür zur Verfügung stellte. 1968 besuchte eine Delegation des noch jungen Landesmuseums die Gegend, und der Student Keld Hansen arbeitete die Sammlung auf. Später stiftete Heinrich Larsen dem Museum ein Torfmauerhaus. Die Anwohner Kristoffer Kleemann, Niels Møller und Sofie Thomassen prägten das Museum während der 1970er Jahre. 1987 wurde das Architekturbüro von Karsten Rønnow beauftragt, die seit 1979 leerstehenden, verfallenden, aber geschützten alten Handels- und Missionsgebäude in das Museum zu integrieren. 1991 wurde das Museum offiziell von der grönländischen Regierung anerkannt. Während der 1990er Jahre wurden die Gebäude aufwendig restauriert und 1997 als Museumsgebäude in Gebrauch genommen. Das Upernavik-Museum ist das älteste Museum Grönlands sowie das nördlichste Freilichtmuseum der Welt.

## Gebäude

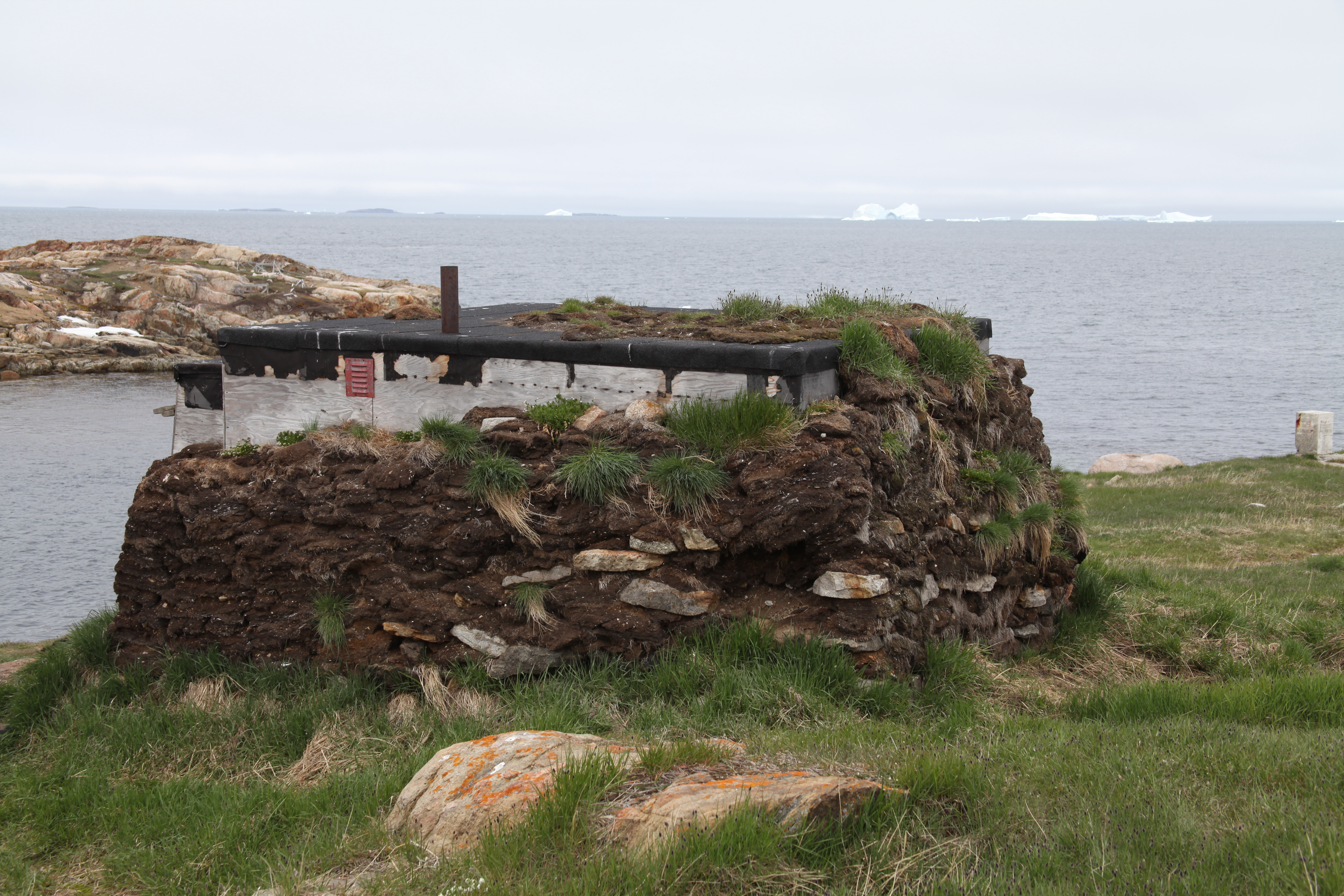
Das Torfmauerhaus (2014)

Folgende Gebäude sind heute Teil des Freilichtmuseums:
- B-3: Die alte Kirche war lange Zeit das einzige Museumsgebäude. Sie wurde 1839 errichtet und erhielt 1882 einen Kirchturm. Nachdem lange Zeit die Ausstellungsgegenstände dort lose herumlagen, wurde das Gebäude mit der Integration der anderen Gebäude 1997 in seinen ursprünglichen Zustand zurückversetzt und zeigt heute, wie der Sysselratssaal vor 70 Jahren aussah.[1][5]
- B-11: Die Böttcherei wurde 1848 errichtet. Sie dient heute als Wohnhaus für eingeladene Künstler aus aller Welt, die dort arbeiten und ihre Kunst dem Museum stiften.[1][6]
- B-12: Die frühere Wohnung des Kolonialverwalters wurde vermutlich 1777 gebaut und steht seit 1832 in Upernavik. Heute ist sie das Hauptgebäude des Museums und wird als Ausstellungslokal, Bürogebäude und Kiosk benutzt.[1][7]
- B-14: Der alte Laden wurde 1864 gebaut und erhielt 1916 einen Anbau. Er dient heute ebenfalls als Ausstellungsfläche.[1][8]
- B-98: Die alte Pastorenwohnung wurde 1866 gebaut und dient heute als Sitz des Museumsleiters.[1]
- B-99: Die frühere Schule stammt aus dem Jahr 1911 und das Magazin und die Werkstatt des Museums.[1]
- B-X: Das Torfmauerhaus war das zweite Gebäude des Museums. Im Gegensatz zu den Torfmauerhäusern anderer Museen in Grönland handelt es sich um keinen Nachbau.[1]

Mit Ausnahme des Torfmauerhauses sind alle Gebäude geschützt. Für detaillierte Beschreibungen zur Geschichte und Architektur der einzelnen Gebäude, siehe die Liste der Baudenkmäler in Upernavik.

## Ausstellung

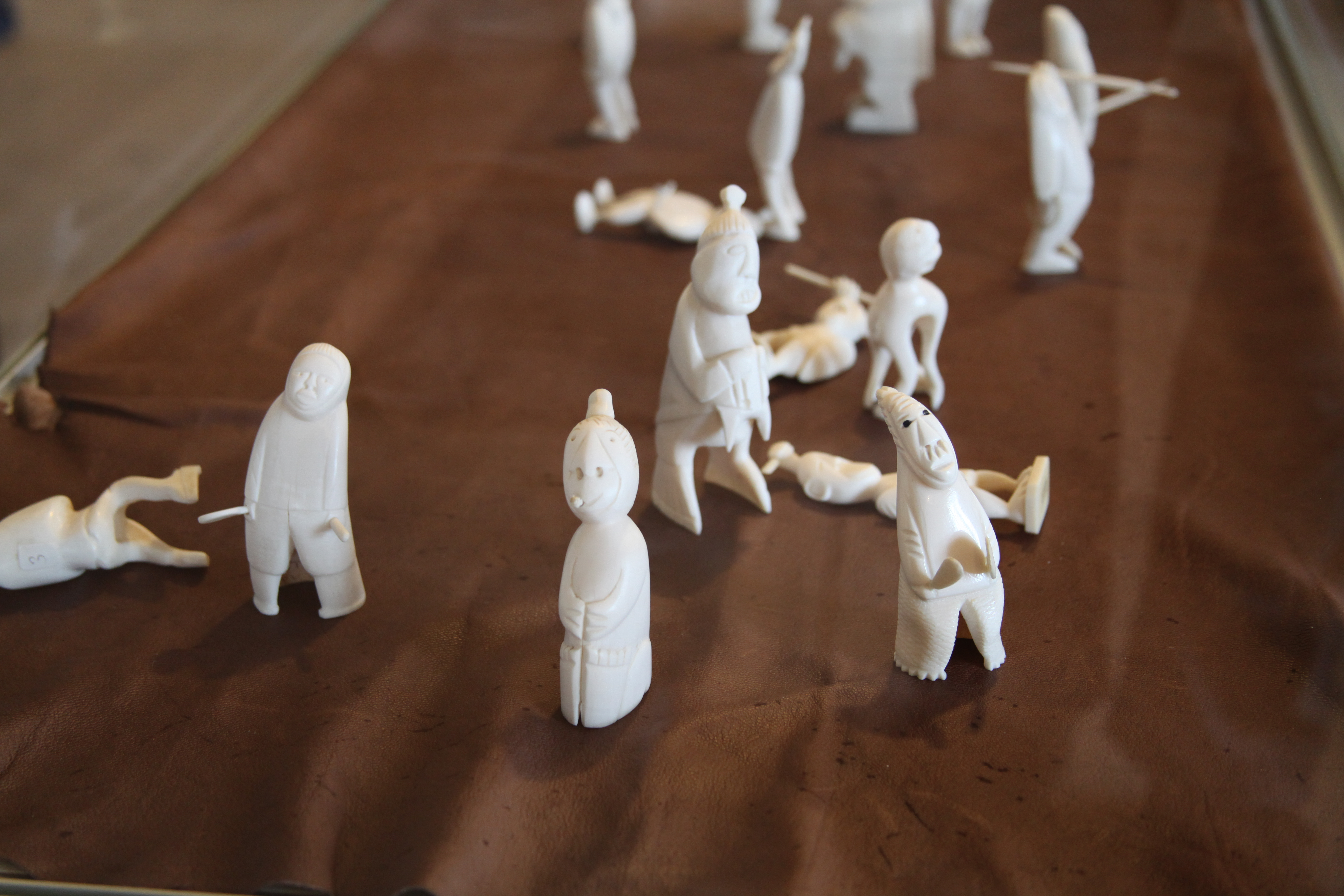
Kunstwerke von Otto Thomassen

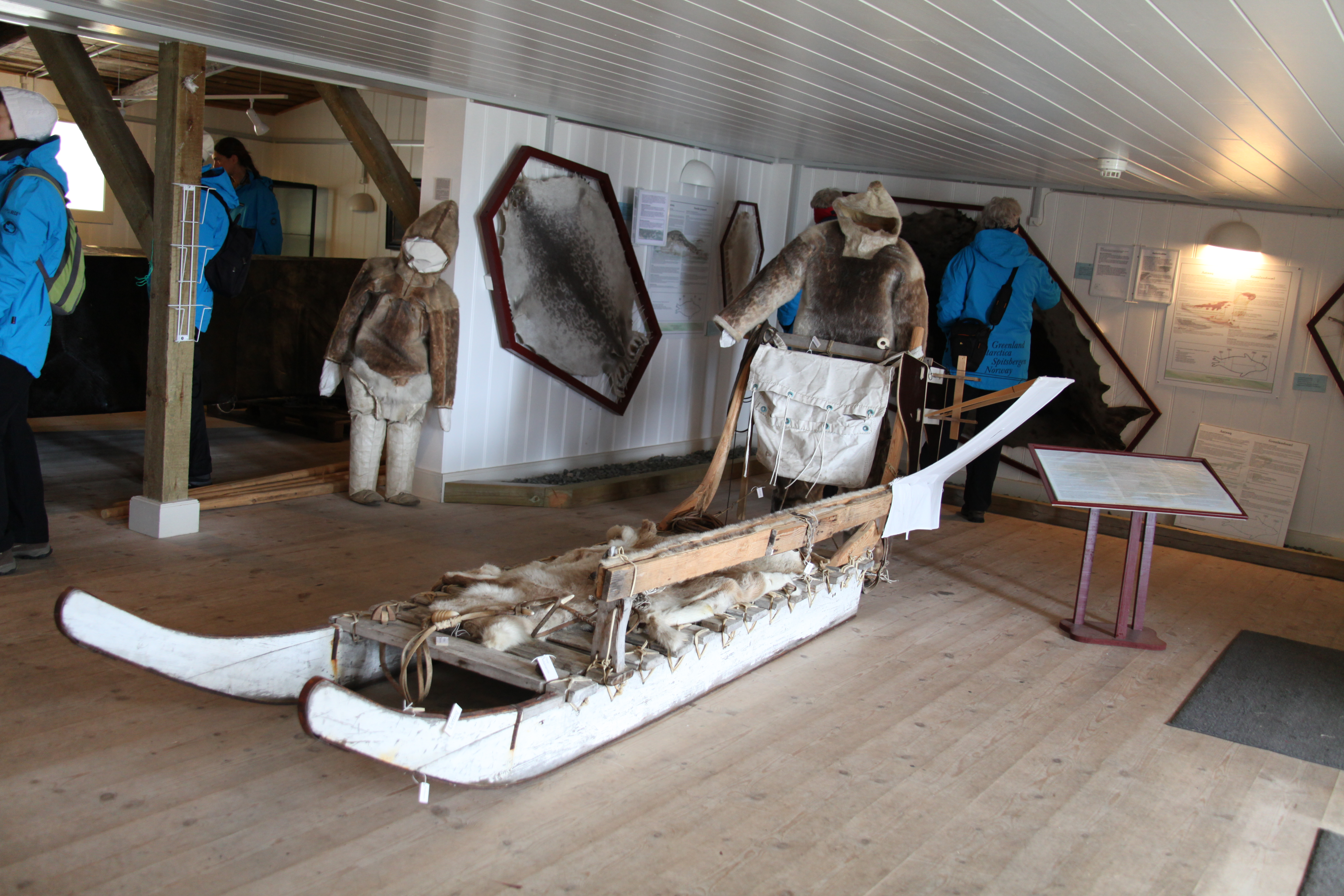
Ausstellung zur Jagd mit Hundeschlitten (2014)

Ein Großteil der Ausstellung geht heute noch auf die Privatsammlung von Andreas „Suko“ Lund-Drosvad zurück. Ausgestellt sind vor allem Gerätschaften für die Jagd, wie Umiaks, Kajaks und Hundeschlitten sowie Jagdwaffen. Im Museum befindet sich außerdem eine größere Kunstausstellung des in Grönland tätigen dänischen Malers Aage Gitz-Johansen (1897–1977) und des grönländischen Bildhauers Otto Thomassen (1895–1971). Es werden zudem wechselnde Sonderausstellungen gezeigt.
Das Museum in Upernavik bietet außerdem eine Genealogie-Datenbank an, die aus einer indizierten Version aller Kirchenbücher aus Upernavik besteht und somit genealogische Informationen über alle Personen im Distrikt Upernavik vom 18. Jahrhundert bis in die 1930er Jahre bietet.